# مراد يلدرم (سياسي، 1958)
مراد يِلْدِرِم (بالتركية: Murat Yıldırım)‏, (ولد: 27 حزيران 1958, في تشُرُم، تركيا) سياسي تركي. ونائب سابق في البرلمان التركي لأكثر من دورة ممثلا عن حزب العدالة والتنمية.